# Aalsmeer
Aalsmeer (anhörenⓘ) ist eine Gemeinde in der niederländische Provinz Nordholland 13 km südwestlich von Amsterdam mit 33.209 Einwohnern (Stand 1. Januar 2025). Sie liegt an der Ringvaart des Haarlemmermeerpolders und den Westeinderplassen, einem Überbleibsel des Haarlemmermeers. Die Gesamtfläche beträgt 32,29 km², davon sind 12,19 km² Wasserfläche.
Die Altstadt befindet sich auf torfigem Boden auf Höhe des Meeresspiegels und ist von mehreren Poldern umgeben, die drei bis fünf Meter unterhalb des Meeresspiegels liegen. Der Name leitet sich von dem einstigen Aalreichtum in den Gewässern ab.
Der Ort ist ein Zentrum des niederländischen Blumen- und Ziergehölzeanbaus mit zahlreichen Baumschulen, der größten Blumenversteigerung der Welt und einer staatlichen Versuchsanstalt für Blumenzucht.

## Lage und Wirtschaft
Aalsmeer liegt südlich des niederländischen Großflughafens Schiphol und südöstlich von Haarlemmermeer an der Ringvaart des Haarlemmermeerpolders. Von der Autobahn A4 Amsterdam-Den Haag ist Aalsmeer 3 km entfernt (Ausfahrt Aalsmeer/Hoofddorp). Außerdem besteht Anschluss an die Autobahn A9. Von den Bahnhöfen Schiphol Airport und Amsterdam Centraal kann man Aalsmeer mit dem Bus erreichen.
Der Ort hat eine Versuchsanstalt für Blumenzucht und ist ein Zentrum des niederländischen Blumen- und Ziergehölzeanbaus mit der größten Blumenversteigerung der Welt: Die Verenigde Bloemenveilingen Aalsmeer hat eine Fläche von derzeit etwa fast zwei Millionen m² und einen Jahresumsatz von fast zwei Milliarden Euro. Zahlreiche Blumen werden schnell über den Flughafen Schiphol exportiert.
Aalsmeer verfügte bis 2010 auch über ein großes Fernsehstudio der Firma Endemol, gegründet vom Unterhaltungs-Großunternehmer John de Mol. Dieser hat die gesamte Produktion, die zu dieser Zeit etwa 450 Menschen einen Arbeitsplatz verschuf, jedoch aus wirtschaftlichen Gründen 2010 nach Amsterdam verlagert. Im Aalsmeerer Studio wurden mehrere deutschsprachige Sendungen der kommerziellen Fernsehsender RTL und Sat.1 produziert, u. a. die Sendungen „Einer gegen 100“ (RTL) und „Der MillionenDeal“ (Sat 1) mit Linda de Mol. Die deutschen Ausgaben wurden in den Original-Studiokulissen der niederländischen Versionen aufgenommen. Das Gebäude des Fernsehstudios war ursprünglich ebenfalls Sitz einer Blumenversteigerung und wird heute als Veranstaltungsort genutzt.
Aalsmeer grenzt an die Westeinder Plassen (Seen), ein beliebtes Wassersportrevier mit mehreren Jachthäfen. Das Gebiet um die Seen ist ein wertvolles Naturreservat mit vielen Schilfgürteln. Auf den zahlreichen Inseln, die sich zum Teil in Privatbesitz befinden, werden Bäume, Sträucher, Blumen und Obst angebaut. Am Ufer des Westeinder Plas steht der Wasserturm von Aalsmeer, ein Baudenkmal im Art-déco-Stil. Jeden zweiten Samstag im September findet auf dem See das Aalsmeerer Prahmrennen statt.
Im Sommer kann der Historische Garten Aalsmeer besichtigt werden, der die Entwicklung des Gartenbaus seit dem 17. Jahrhundert zeigt.

## Geschichte

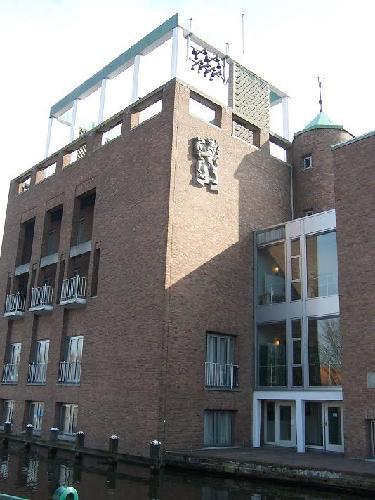
Rathaus im Zentrum Aalsmeer

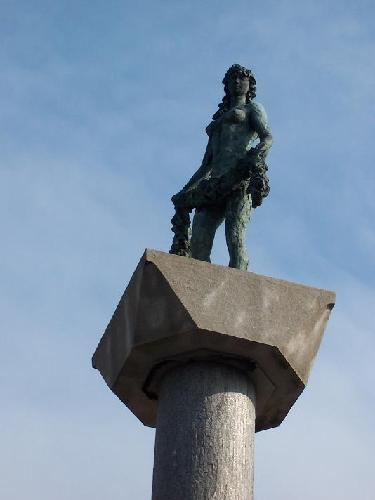
Göttin Flora-Standbild vor dem Rathaus

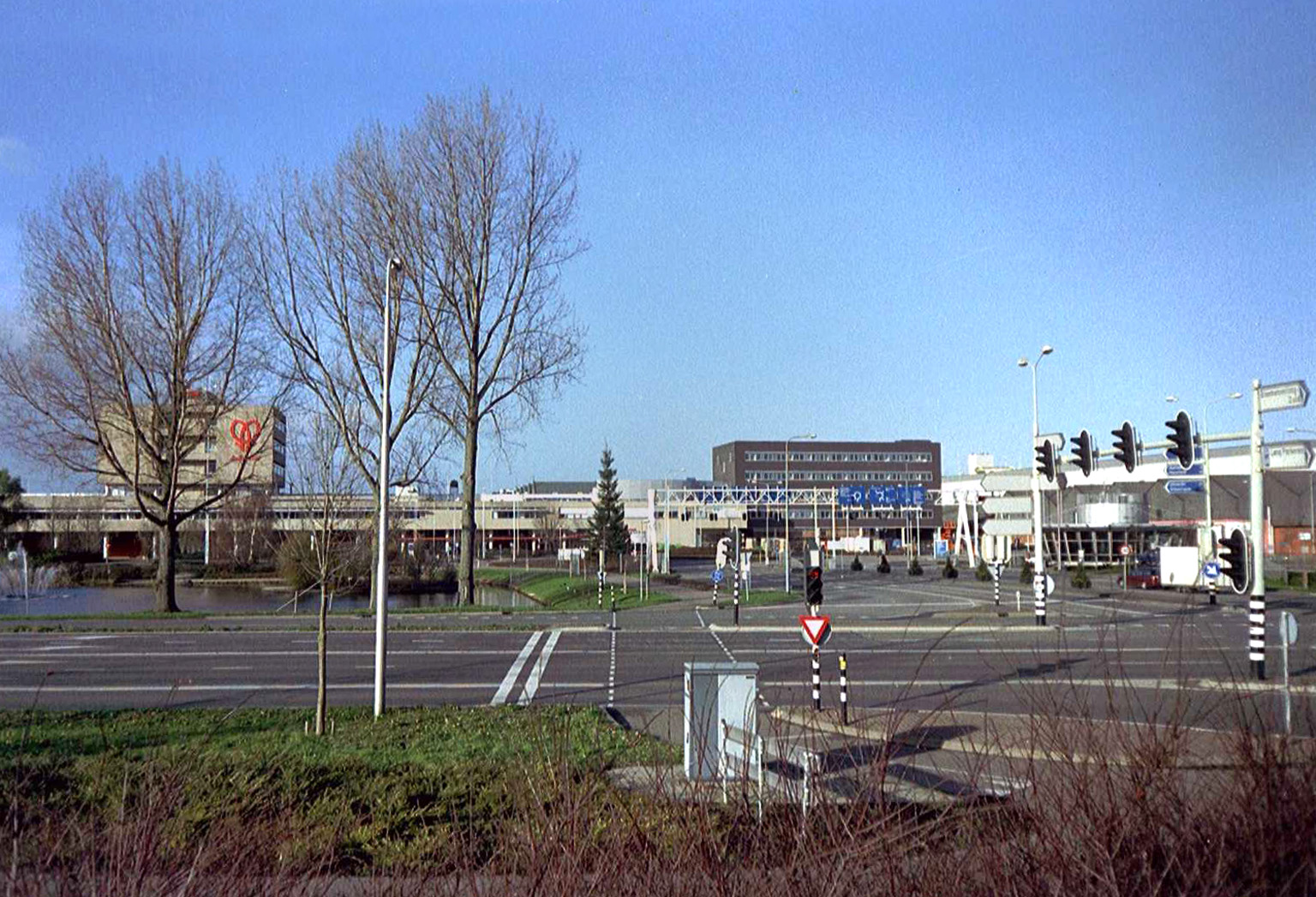
Haupteingang zur Bloemenveiling

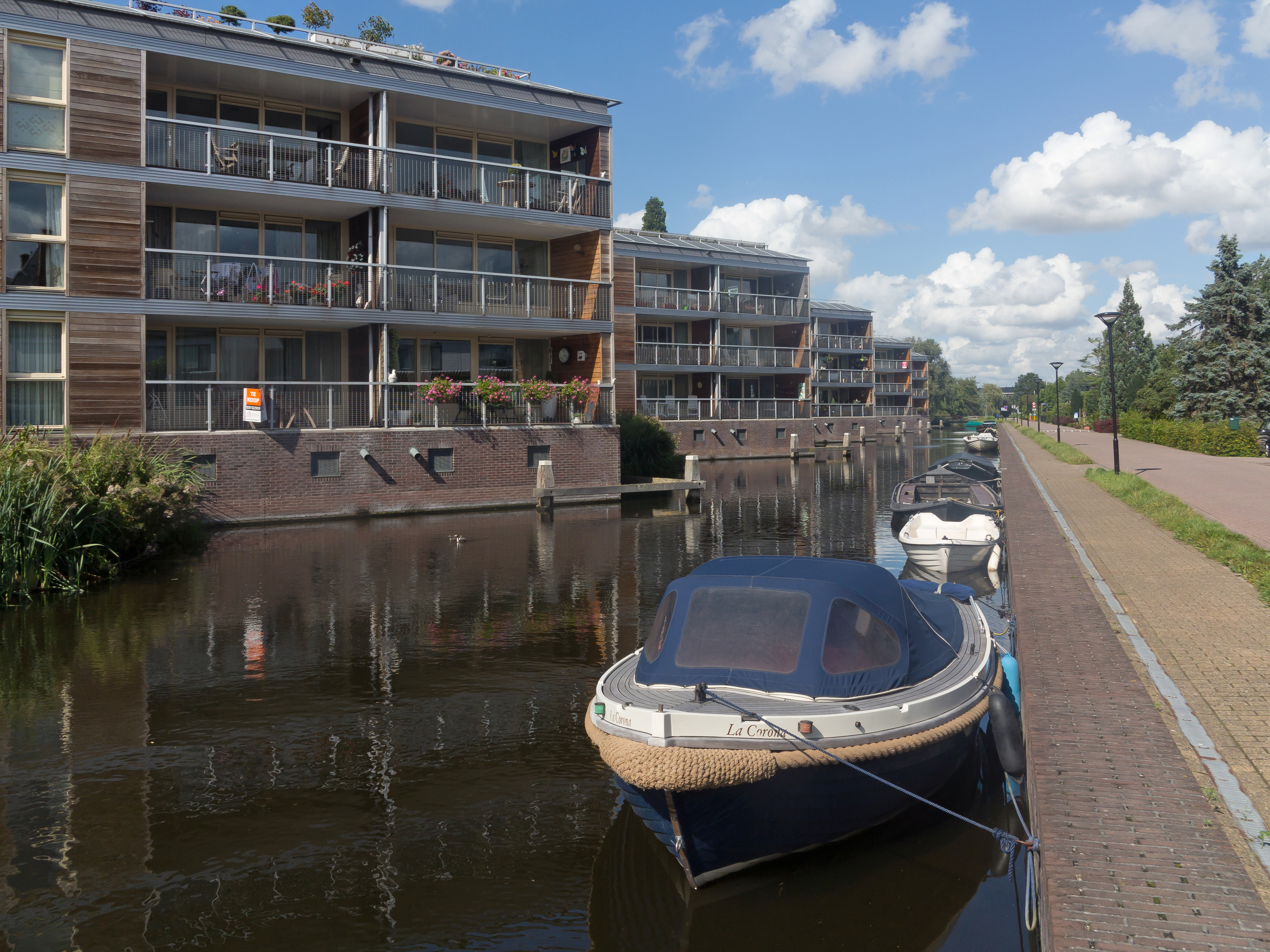
Straßenbild: de Stommeerkade

### Von der Gründung bis zum Zweiten Weltkrieg
Der Name Aalsmeer ist wahrscheinlich von Als mar abgeleitet, was Palingmeer (Aalsee) bedeutet. Möglicherweise geht er aber auf els-er zurück, drassig land met elzen (morastiges Land mit Haselsträuchern). Noch heute werden in den Westeinder Plassen Aale gefangen.
Aalsmeer wurde 1133 zum ersten Mal in einer Schenkungsurkunde als Alsmar erwähnt. Bereits im späteren Mittelalter war es einigermaßen bedeutend aufgrund seiner Fischerei, Viehzucht und Torfhandel, seit etwa 1450 auch wegen seines Gartenbaus. Unter der Oberhoheit der Spanier siedelten sich hier Mennoniten an. Das Dorf lag bis ins 17. Jahrhundert im Tiefmoor und war wegen vieler im Umland gelegener Seen und Wasseradern schwer erreichbar. Sturmfluten und Torfgewinnung ließen nämlich zahlreiche Seen entstehen, die zwischen 1750 und 1850 trockengelegt wurden. Inzwischen hatten sich die Einwohner von Aalsmeer auf die Zucht von Bäumen verlegt. An die reichen Abnehmer lieferten sie kunstvoll geschnittene Buchsbäume und andere Bäume und Sträucher. Zwischen etwa 1850 und 1885 war auch der Anbau von Erdbeeren sehr erfolgreich. Die Farben der Gemeindeflagge (schwarz, rot und grün) sind diesem Gewächs entlehnt. Das Wappen wurde am 26. Juni 1816 erteilt und zeigt den Holländischen Löwen mit einem Aal in den Pfoten und den Text: Retine quod habes – („Behalte, was Du besitzt“). Die Devise gehört nicht zum offiziellen Wappen.
1912 entstanden die ersten Blumenauktionshäuser, die Centrale Aalsmeerse Veiling im Zentrum und Bloemenlust in Ost-Aalsmeer. Diese wurden 1972 durch eine Fusion zum heutigen Großunternehmen Vereinigde Bloemenveiling.

### Zweiter Weltkrieg
Im Zweiten Weltkrieg bekam Aalsmeer den Ruf als Bollwerk der Nationalsozialisten. Das lag hauptsächlich an dem fanatischen NSB-Bürgermeister Kolb und einer Handvoll Faschisten. Durch die Nähe zu Schiphol und Amsterdam war Aalsmeer strategisch bedeutsam. Außerdem war Aalsmeer ein reiches Dorf. Ab 1942 setzten sich mehrere kleine Widerstandsgruppen für aus Amsterdam geflüchtete Juden ein, die in Aalsmeer untergetaucht waren. Der damalige Amtsleiter für Bürgerangelegenheiten, Cees Braber, fälschte viele Ausweise. Der Oberbefehlshaber der Wehrmacht in den Niederlanden, Friedrich Christiansen, war ständiger Gast in Aalsmeer. Nach dem Krieg fanden über einhundert Gerichtsverfahren gegen ehemalige NSBer aus Aalsmeer statt. Der Journalist Theodore van Houten schrieb über diese Periode sein Buch Een vrij ernstige geval.

### Nach dem Krieg
1950 hatte Aalsmeer 12.500 Einwohner. In dieser Zeit war der Gartenbau von großer Bedeutung. Es gab Blumenzüchter, Baumschulen und viele Gewächshäuser für Gemüse- und Zierpflanzenbau, das wichtigste Produkt waren immer noch die Erdbeeren. Durch den Bau der neuen Versteigerungshallen am Legmeerdijk war es nicht mehr weit zum Flughafen Schiphol, und die holländischen Gartenbauunternehmen bekamen Zugang zu den Märkten Amerikas und Japans. Mittlerweile ist die Bloemenveiling Aalsmeer weltbekannt. Die Versteigerungshallen mit einer Grundfläche von 999.000 m² stehen als das größte Handelsgebäude der Welt im Guinness-Buch der Rekorde.

## Politik

### Sitzverteilung im Gemeinderat
In Aalsmeer wird der Gemeinderat seit 1982 folgendermaßen gebildet:
| Partei                   | Sitze | Sitze | Sitze | Sitze | Sitze | Sitze | Sitze | Sitze | Sitze | Sitze | Sitze |
| Partei                   | 1982  | 1986  | 1990  | 1994  | 1998  | 2002  | 2006  | 2010  | 2014  | 2018  | 2022  |
| ------------------------ | ----- | ----- | ----- | ----- | ----- | ----- | ----- | ----- | ----- | ----- | ----- |
| Absoluut Aalsmeer        | –     | –     | –     | –     | –     | –     | –     | –     | –     | 4     | 6     |
| CDA                      | 7     | 8     | 8     | 6     | 7     | 6     | 6     | 6     | 6     | 8     | 6     |
| VVD                      | 6     | 5     | 4     | 5     | 6     | 4     | 4     | 5     | 6     | 6     | 5     |
| D66                      | –     | –     | 2     | 2     | 1     | –     | –     | –     | –     | 2     | 3     |
| GroenLinks               | –     | –     | –     | –     | –     | –     | –     | –     | –     | 2     | 2     |
| PvdA                     | 4     | 4     | 3     | 3     | 3     | –     | –     | –     | –     | 1     | 1     |
| Het Aalsmeers Collectief | –     | –     | –     | –     | –     | –     | –     | –     | 1     | 0     | –     |
| Aalsmeerse Belangen      | 2     | 2     | 2     | 3     | 2     | 4     | 4     | 6     | 6     | –     | –     |
| PACT Aalsmeer a          | –     | –     | –     | –     | –     | 5     | 5     | 4     | 4     | –     | –     |
| Lijst Tas                | –     | –     | –     | –     | 0     | –     | –     | –     | 0     | –     | –     |
| RPF                      | 0     | –     | –     | –     | –     | –     | –     | –     | –     | –     | –     |
| PPR                      | 0     | –     | –     | –     | –     | –     | –     | –     | –     | –     | –     |
| CPN                      | 0     | –     | –     | –     | –     | –     | –     | –     | –     | –     | –     |
| Gesamt                   | 19    | 19    | 19    | 19    | 19    | 19    | 19    | 21    | 23    | 23    | 23    |

Anmerkungen

### Politische Gliederung
Die Gemeinde wird in folgende Ortsteile aufgeteilt:
| Nr. | Ort                      | Einwohner |
| --- | ------------------------ | --------- |
| 00  | Aalsmeer                 | 13.585    |
| 01  | Kudelstaart en Kalslagen | 9.255     |
| 02  | Oosteinde                | 10.440    |
|     | Gemeinde                 | 33.280    |

1. ↑  Bezirksnummer
2. ↑  (Stand: 1. Januar 2024)

## Sehenswürdigkeiten
- Das Blumenauktionshaus kann von Interessierten besucht werden. Die Führungen (auch in deutscher Sprache möglich) finden zum Teil bereits morgens um etwa 6 Uhr statt.
- Auch das Fernsehstudio kann nach Verabredung besichtigt werden. Über die Webseite von Endemol kann man beantragen, als Mitglied des Publikums einer Sendung beizuwohnen.
- Beim Ortsteil Kudelstaart, südwestlich von Aalsmeer, befinden sich die Westeinder Plassen. Diese Seen bieten dem Wassersporttouristen viele Möglichkeiten zur Erholung und sind mit der Ringvaart des Haarlemmermeerpolders verbunden. Es gibt mehrere Jachthäfen.
- Die jahrzehntelange Tradition des Aalsmeerer Blumenkorsos wurde im September 2007 beendet.
- Historischer Garten Aalsmeer

## Söhne und Töchter der Stadt
- Casparus Johannes Rinkel (1826–1906), alt-katholischer Bischof von Haarlem
- Johannes Fake Berghoef (1903–1994), Architekt
- Jan Willem de Pous (1920–1996), Politiker (CHU, CDA)
- Pieter Bon (* 1946), Ruderer und Arzt
- Peter R. de Vries (1956–2021), investigativer Journalist und Publizist
- Tessa van Dijk (* 1986), Eisschnellläuferin
- Jeffrey Boomhouwer (* 1988), Handballspieler
- Stijn Meijer (* 1999), Fußballspieler
- Ruben Spaargaren (* 1999), Rollstuhltennisspieler